# ウマロ・シソコ・エンバロ
ウマロ・モクタル・シソコ・エンバロ（ポルトガル語: Umaro Mokhtar Sissoco Embaló, 1972年11月23日 - ）はギニアビサウの政治家。1年間首相を務めた後、2020年から大統領。

## 経歴・人物
リスボン工科大学にて国際学の学位を、マドリード・コンプルテンセ大学にて政治学及び国際学の博士号を取得した。母国語であるポルトガル語に加え、英語、スペイン語、フランス語、アラビア語、スワヒリ語が堪能である。准将として軍部に所属。世界各地で国家安全保障研究について、続けた。
2016年にジョゼ・マリオ・ヴァス大統領の下で、首相に任命された。当時、政党であったギニア・カーボベルデ独立アフリカ党(PAIGC)では彼の信任投票が行われ、賛成112、反対11票で承認された。しかし政治危機を解決できなかったとして1年1カ月後にヴェス大統領に辞表を提出した。
2019年11月から12月にかけて大統領選挙が行われ、最終的にドミンゴス・シモーズ・ペレイラ候補との一騎打ちとなったが、12月29日の決選投票では得票率54％対46％でエンバロが勝利した。ペレイラ候補は選挙に不正があったとして訴訟を起こしたが、最高裁は却下した。2022年2月2日にエンバロ大統領暗殺を図ったクーデター未遂事件が発生。多少の犠牲者は出たがクーデターは回避できたと発言した。その後も議会との対立が続き、2022年5月16日に議会を解散、同年12月18日に総選挙を実施するとする大統領令を発令した。しかし投票日前日になって、総選挙を2023年6月4日に延期する大統領令に署名した。選挙の結果、大統領与党連合のマデムG15は102議席中29議席にとどまる敗北を喫し、PAIGCが主導する『包括的同盟プラットフォーム＝テラ・ランカ』が過半数の54議席を獲得し勝利。8月7日に元経済財政大臣でPAIGC所属のジェラルド・マルティンスが新首相に就任した。
2023年12月1日に首都ビサウにて銃撃戦を含む衝突が発生。COP28出席のため訪問していたドバイから帰国したエンバロは12月3日、この衝突はクーデター未遂であったが試みは失敗したと宣言した。翌4日、この衝突事件に対して現マルティンス政権の対応が消極的であるとして議会を解散。2024年7月には同年11月24日に議会選挙を実施する布告を出したものの、物流上の困難や資金不足を理由に選挙は延期されるとの観測が高まっていった。エンバロは11月2日に延期を表明し、4日には選挙実施の布告を取り消し、代わりの実施日を決定しないまま延期を正式決定した。